# 聖老楞佐堂 (香港)
聖老楞佐堂（英語：St. Lawrence's Church）是一座香港天主教教堂，由天主教香港教區管理。位於九龍長沙灣李鄭屋邨廣利道九號，建立於1960年10月2日。

## 牧職人員
- 主任司鐸：包俊偉神父
- 助理主任司鐸：歐文學神父

## 服務範圍

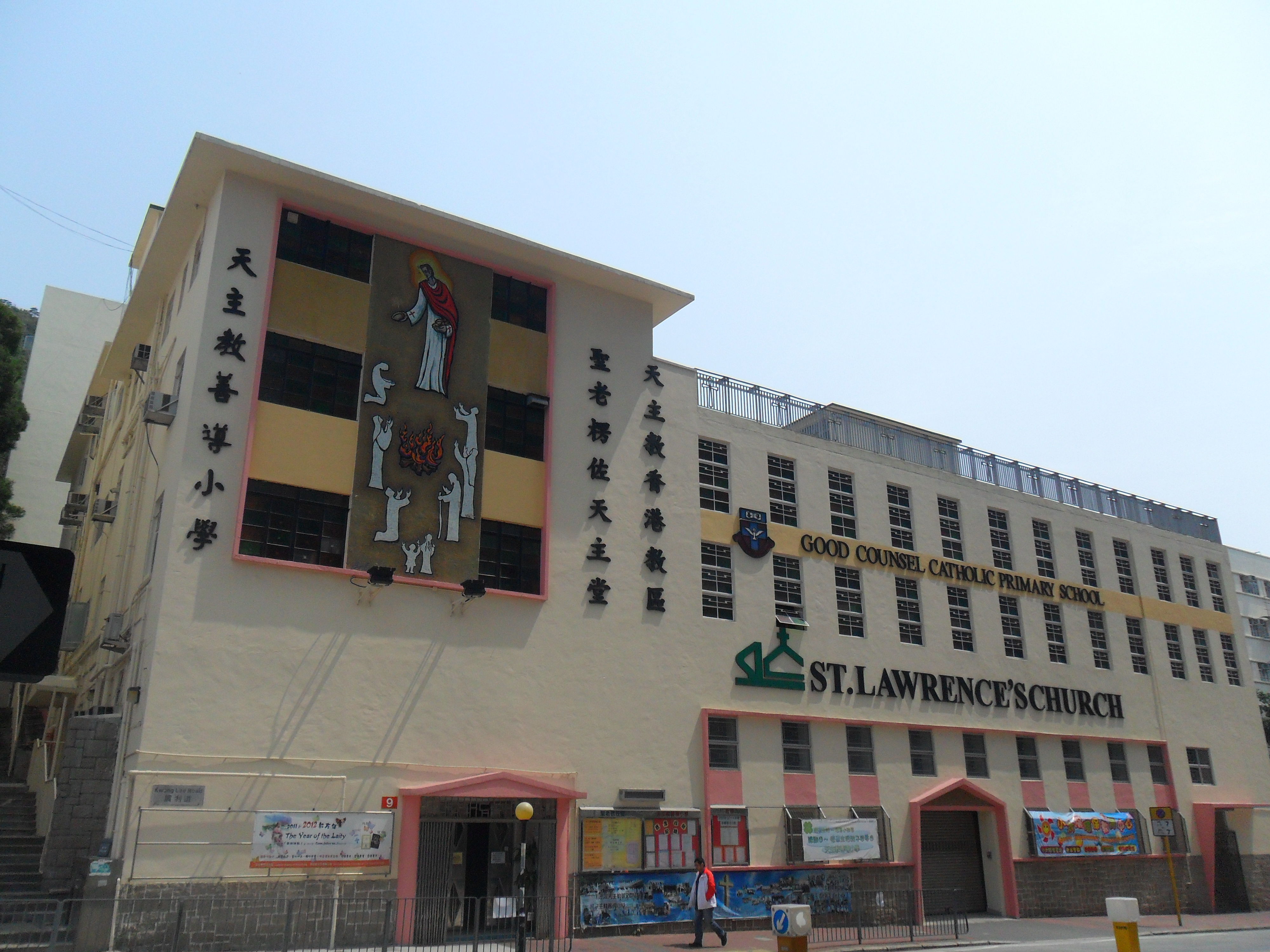
聖老楞佐堂及善導小學

聖老楞佐堂區服務範圍，包括美孚的美孚新邨、曼克頓山，長沙灣的幸福邨、清麗苑、海麗邨、元州邨、南昌邨、宇晴軒、碧海藍天、李鄭屋邨、蘇屋邨、明愛醫院和寶血醫院。為方便教友參與宗教活動，除了聖老楞佐堂外，堂區更包括以下的教堂：
地利亞英文小學暨幼稚園彌撒中心（英語：Delia English Primary School & Kindergarten Mass Centre），位於九龍美孚新邨百老匯街84至86號。於1973年1月7日，於增設彌撒中心，屬長沙灣基督君王堂區。2007年，屬長沙灣、蘇屋邨聖老楞佐堂區。
明愛醫院聖嘉祿小堂（英語：St. Charles Chapel - Caritas Medical Centre），位於九龍深水埗永康街111號明愛醫院懷仁樓六樓。於1986年，屬長沙灣、蘇屋邨聖老楞佐堂區。

## 堂區歷史

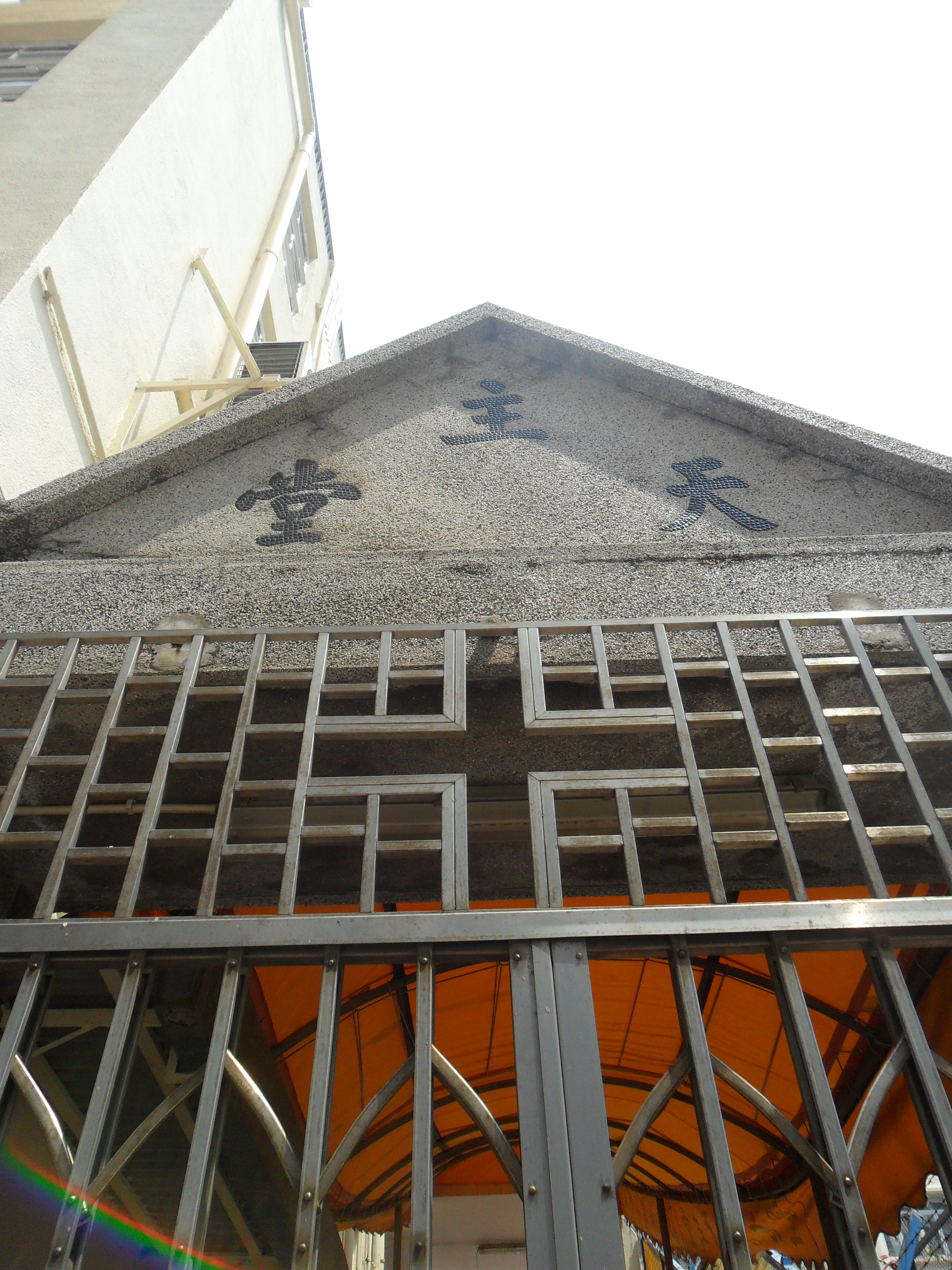
聖堂梯級正門

早於1952年，有六位神父於長沙灣天主教墳場入口之聖母諸寵中保堂服務。1957年5月31日，白英奇主教宣佈把它升格為堂區。在1960年，聖母諸寵中保堂劃入聖老楞佐堂區。聖老楞佐堂及善導學校於1960年10月2日，由白英奇主教祝聖，德國宗座聖嬰會主席柯貝培神父揭幕啟用。聖母諸寵中保堂於1970年被取消。
當時香港的難民潮，人民生活困難。堂區為李鄭屋邨及鄰近居民提供物質及精神的支援，領洗入教的人很多。在1970年12月12日，徐誠斌主教把長沙灣以西海濱、美孚、九華徑等地區從聖老楞佐堂區劃分出來，成立長沙灣基督君王堂區。新堂區假長沙灣天主教英文中學的禮堂舉行感恩祭，並於校內設有堂區辦事處。長沙灣基督君王堂在1971年11月20日被祝聖，並在1973年1月7日，於美孚新村地利亞小學增設彌撒中心。
教區經諮詢各方面後，於上世紀九十年代末，决定將長沙灣基督君王堂區納入聖老楞佐堂區。兩堂區在1999年9月1日重新合而為一。取消了所有在長沙灣天主教英文中學的禮堂舉行的感恩祭，但設在美孚新邨的彌撒中心仍獲保留，在主日維持有感恩祭舉行。

## 建築風格

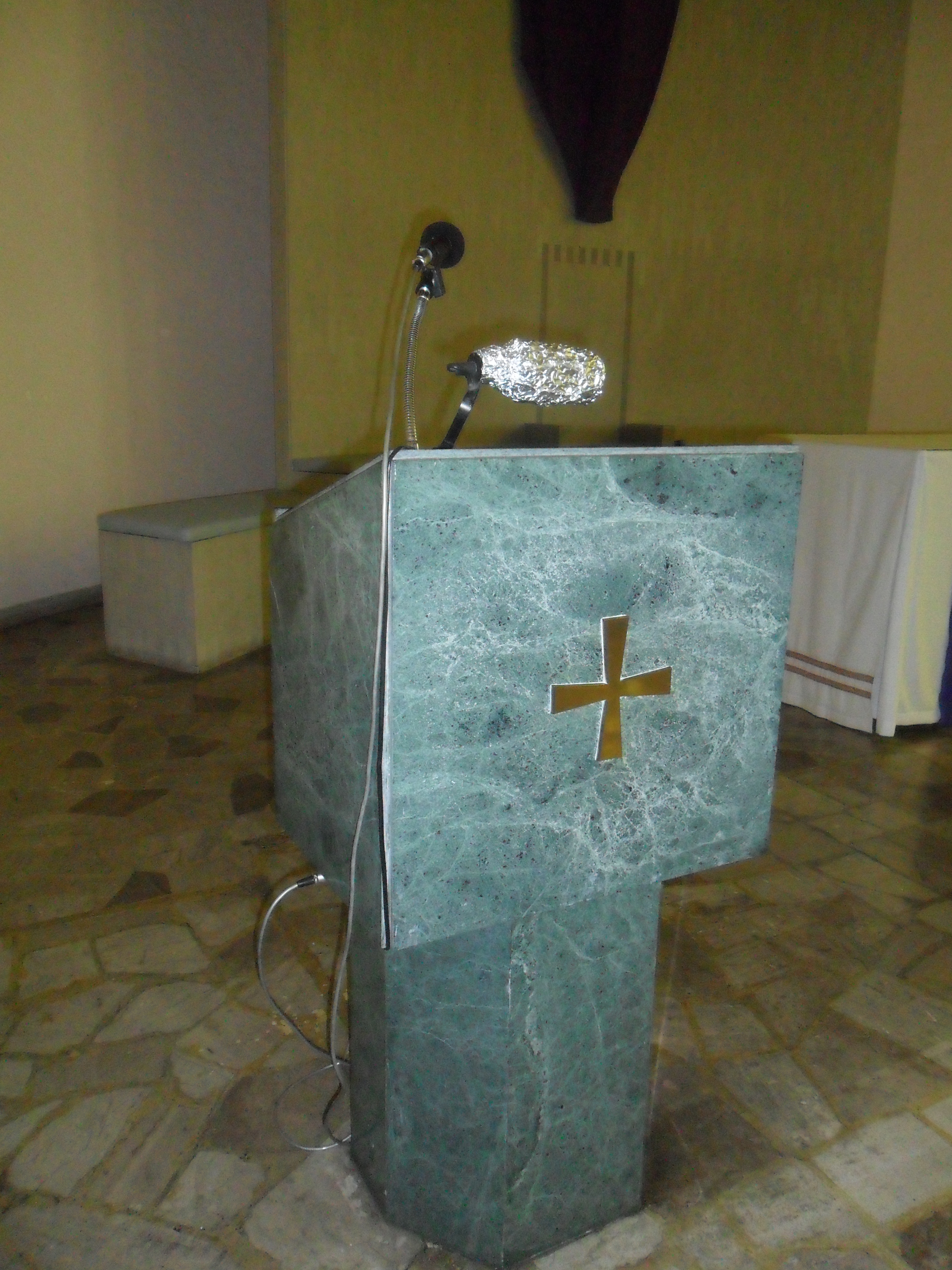
讀經台

在60年代，李鄭屋村及附近一帶的居民生活相當窮困，若在這樣的環境裡建造一所雄偉豪華的大教堂，就會與這地區格格不入；而且，聖堂的主保聖老楞佐是一位愛護弱小、服務窮困人士、捨生取義的殉道聖人，聖堂的建造更需與聖人的風骨匹配。所以，聖老楞佐堂的建築特色，就是一幢樸實、親切，但不失其神聖性的聖堂。聖老楞佐堂的外貌好像一所學校，一所有顏色玻璃窗的學校，但聖堂外牆的聖老楞佐善行圖徽突顯聖人的芳表。

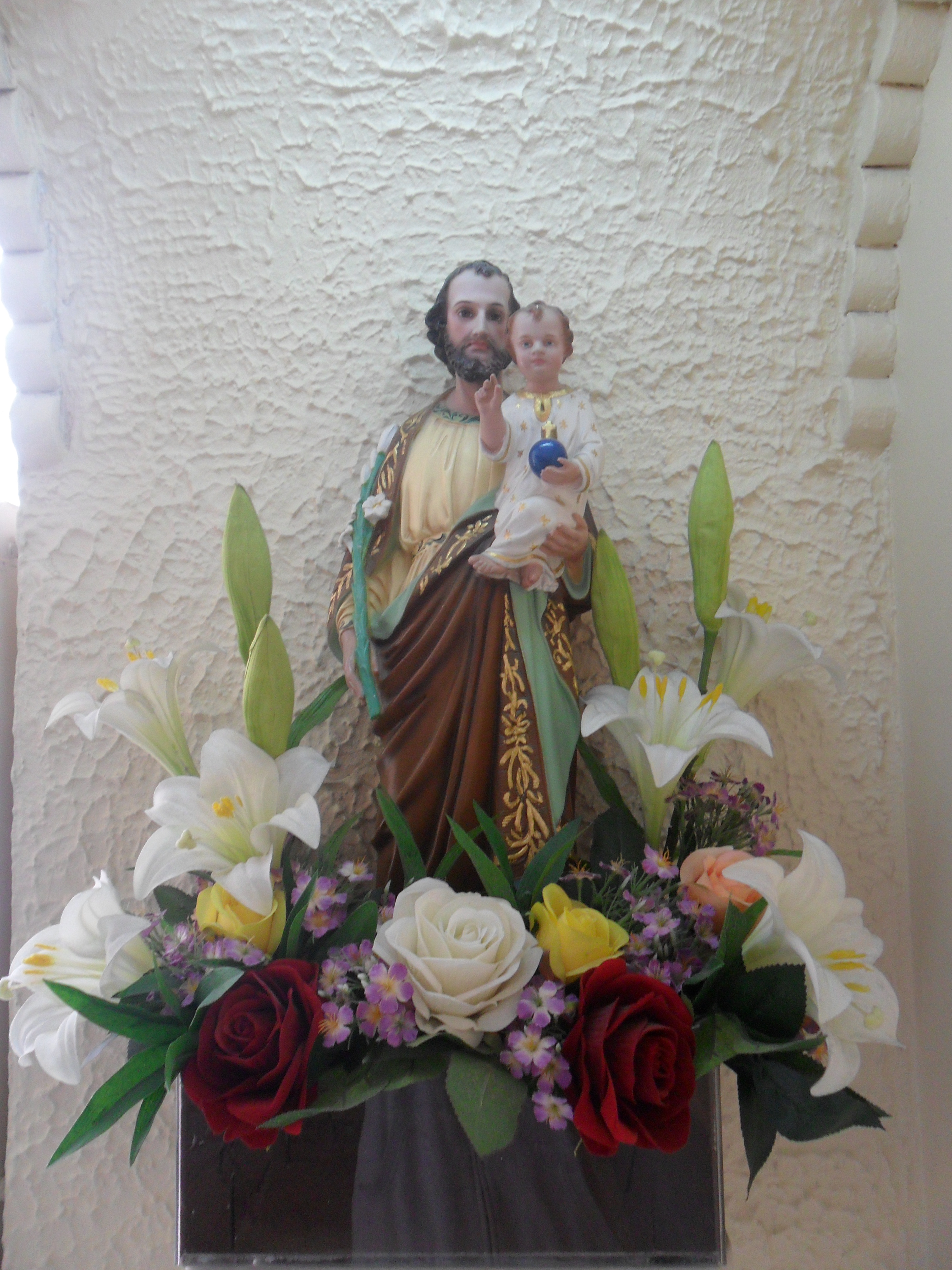
手抱小耶穌的聖若瑟像

聖堂有寬闊的梯級入口，但教友們多取道天主教善導小學的正門，車輛則會用中間位置的閘口進出，學校的前座禮堂成了主日停車場。步上十餘級樓梯，是一個手抱小耶穌的聖若瑟像。樓梯的盡頭是一個蓋上玻璃幕的天井，天井左邊是學校，右邊是聖堂所在。天井的盡頭是聖母山。

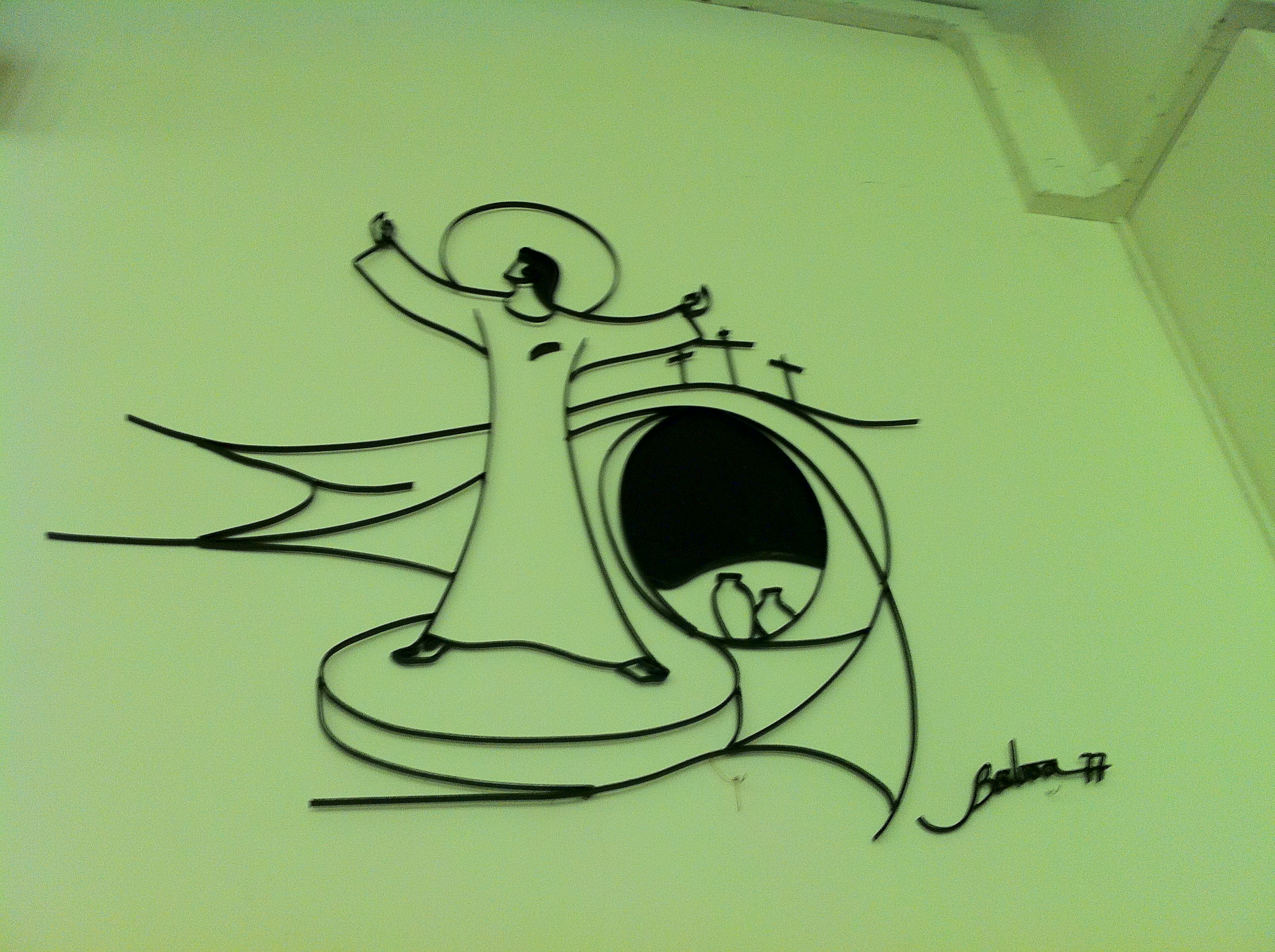
墨西哥藝術家手筆的，第十五處；耶穌復活的苦路圖像

聖堂成長方形，樓頂甚高，但並沒有柱子阻隔視線。一列列綠、黃相間的玻璃窗。近入口處，在中央位置是一個大的聖洗池，喻意聖洗是入門聖事之始。由於聖堂面積不大，流動式的耶穌聖心像和聖母像置身在兩邊牆角，流動式的聖老楞佐像則被安放在近祭台的牆邊。牆上裝了出自墨西哥藝術家鮑博手筆的苦路圖像；極具藝術感。同樣富有色彩的，是一對陪伴著聖體櫃的「天使」燈，它們默默地見證了聖老楞佐堂五十年的變遷與發展。

## 堂區主保

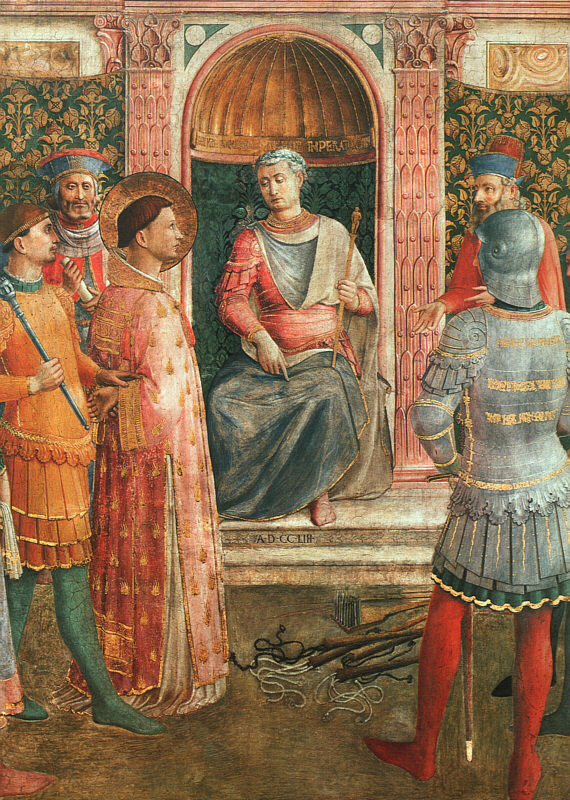
聖老楞佐

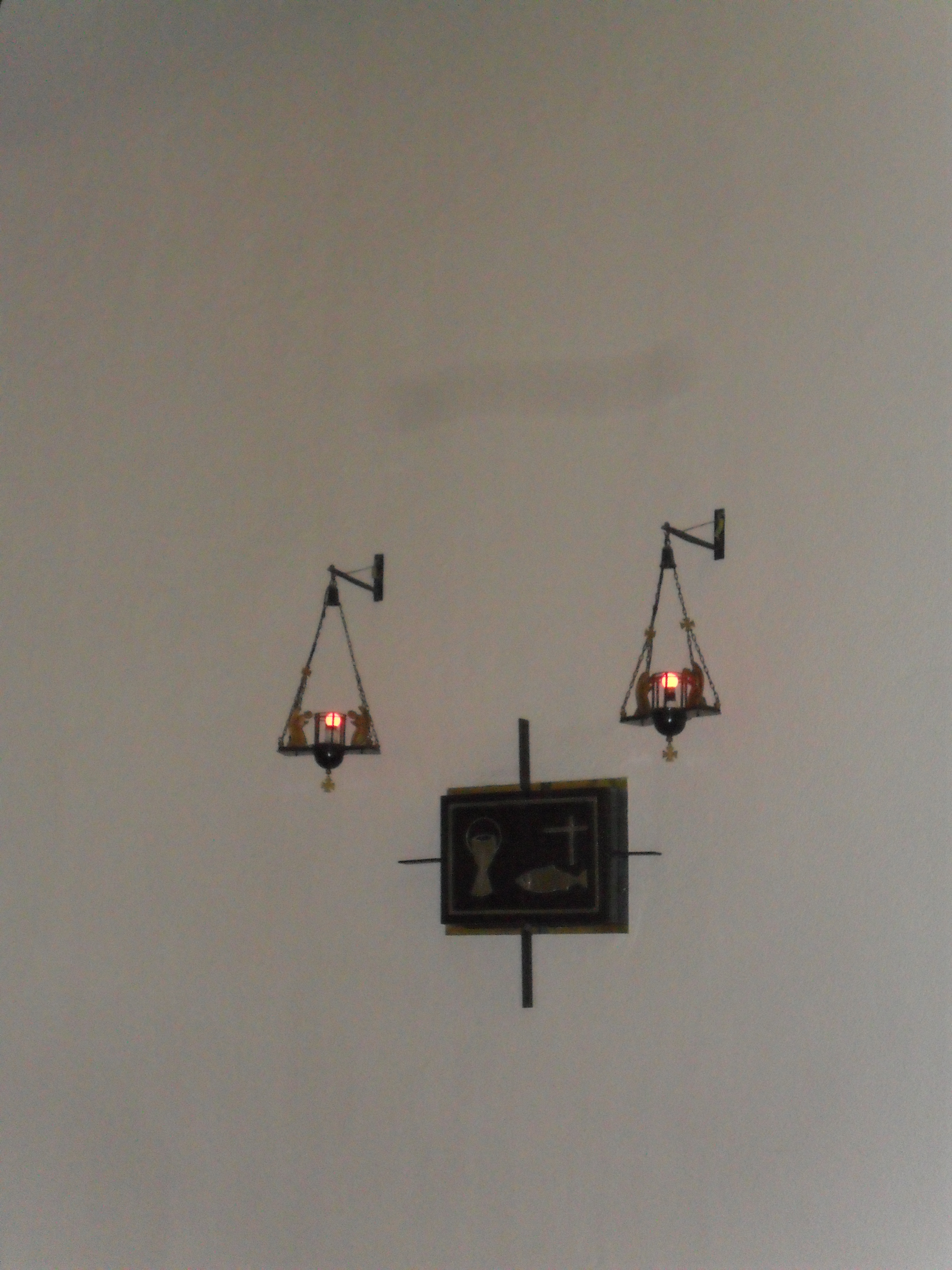
聖體櫃

聖老楞佐是羅馬教會七位執事之一。掌管教會的財產，負責救濟窮人的工作。公元257年華肋良皇帝頒佈仇教的詔令。第二年，教宗聖西斯篤二世遇難。老楞佐將教會的錢財分施給窮人，羅馬總督以為教會一定有大批財產藏匿著，就派人傳老楞佐來將教會錢財全部獻出。老楞佐請他寬限幾天，他一定將教會的財寶帶到總督這兒來。總督接受老楞佐的請求，給予他3天的限期。
老楞佐在這三天內，將原來由教會維持生活的全體窮人召集，排成一大隊，這隊窮人浩浩蕩蕩向總督府進發。到了門口，老楞佐進去請總督出來看「教會的財寶」。總督一見大怒，問老楞佐這批人來做什麼。老楞佐道：「你不是要我獻出『教會的財寶』？在你跟前的這批人就是教會的財寶。」總督命人抬來一個鐵絲架子，下面放煤，將他放在鐵絲架子上，慢慢的烤炙。他的臉上發光，他的身體發出一股奇香。
老楞佐在鐵絲架上烤了好久，他轉過頭來，微笑對法官說：「把我的身體轉過來吧，這一邊已經烤得夠熱了。」刑吏上前，將他的身體翻過來。他道：「這一邊烤好了，你們可以吃了。」他受了長時期烤炙的慘刑，氣絕身亡，時為公元258年。

## 彌撒及禮儀時間

### 聖老楞佐堂
- 主日彌撒：07:30、09:00、10:30(粤語)
- 星期六提前主日彌撒：16:00 (地下禮堂、粤語)、18:00(粤語)
- 平日彌撒：07:00(粤語)
- 明供聖體: 每月首星期五18:00(粤語)
- 耶穌聖心彌撒：每月首星期五19:00(粤語)

### 地利亞英文小學暨幼稚園彌撒中心
(暫停舉行彌撒)
- 主日彌撒：09:30、11:00(粵語)
- 18:00(粤語)

### 明愛醫院聖嘉祿小堂
(因疫情暫停舉行彌撒)
- 星期六提前主日彌撒：16:00(粤語)
- 主日彌撒：17:00(粵語)
- 明供聖體：每月首星期五10:00-16:00

## 外部連結
聖老楞佐堂網站 （页面存档备份，存于）